# Rasoio di Occam

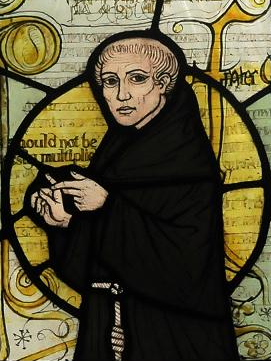
Guglielmo di Occam raffigurato sulla vetrata di una chiesa nella contea del Surrey

Il rasoio di Occam (in latino novacula Occami), conosciuto anche come principio di economia, o principio di parsimonia, è un principio metodologico che indica di scegliere la soluzione più semplice tra più soluzioni egualmente valide di un problema.
Venne formulato nel XIV secolo dal filosofo e frate francescano Guglielmo di Occam ed è uno dei criteri ritenuti alla base del pensiero scientifico moderno. La sua validità riguarda l'alternativa fra teorie che abbiano lo stesso potere esplicativo, accordando la preferenza a quella col minor numero di presupposti.
Un esempio di tale alternativa è dato dal confronto fra il sistema tolemaico geocentrico e quello copernicano eliocentrico, che descrivevano entrambi correttamente (in base alle conoscenze del tempo) il movimento degli astri, pur basandosi su modelli cosmologici differenti; il secondo aveva però il pregio, secondo il rasoio di Occam, di ridurre la complessità dei calcoli e delle costruzioni teoriche.

## Storia
Le origini di quello che è diventato noto come il rasoio di Occam sono riconducibili alle opere di filosofi precedenti ad Occam stesso, come Duns Scoto, Roberto Grossatesta, Mosè Maimonide, e persino Aristotele e Tolomeo. Aristotele scrive, nel suo libro Analitici secondi: "Possiamo presumere la superiorità della dimostrazione che deriva da un minor numero di postulati o ipotesi (a parità di altre condizioni)". Anche Tolomeo affermò: "Riteniamo un buon principio spiegare i fenomeni con l'ipotesi più semplice possibile".

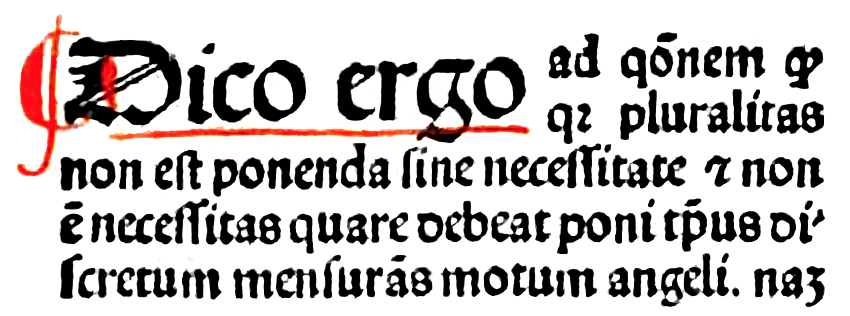
Parte di una pagina di Duns Scoto: Commentaria oxoniensia ad IV libros magistri Sententiarus.In latino: "Pluralitas non est ponenda sine necessitate".In italiano: "Non considerare la pluralità se non è necessario".

Sebbene sia vero che il principio del rasoio non si trova enunciato in nessuno degli scritti di Guglielmo, si possono trovare affermazioni come "La pluralità non deve mai essere postulata senza necessità", che ricorre nella sua opera teologica Quaestiones et decisiones in quattuor libros Sententiarum Petri Lombardi. Occam dunque non formulò per primo questo principio, ma l'idea del rasoio, e l'associazione al suo nome potrebbe essere dovuta alla frequenza e all'efficacia con cui lui lo ha usato.
Il principio novacula Occami venne citato come tale per la prima volta nel libro del 1649 Philosophia Christiana de Anima di Libert Froidmont, circa tre secoli dopo la morte di Occam, avvenuta nel 1347. Il principio logico del rasoio di Occam riemerse dunque in un momento opportuno, durante gli albori dell'illuminismo, in un periodo in cui le teorie filosofiche e scientifiche si sviluppavano con l'uso eccessivo di varianti e di possibili diramazioni nella complicazione dimostrativa; in tale contesto il rasoio di Occam semplificò tutto.

Occam sembra aver affermato il principio in vari modi, ma la versione più popolare,
è stata formulata dal filosofo francescano irlandese John Punch nel suo commento del 1639 alle opere di Duns Scoto.

## Descrizione
La metafora del rasoio concretizza l'idea che sia opportuno, dal punto di vista metodologico, eliminare nettamente le ipotesi più complicate. Il principio può essere formulato come segue:
La formula, utilizzata spesso in ambito investigativo e di problem solving, recita:
oppure:
In altri termini, non vi è motivo alcuno per complicare ciò che è semplice. All'interno di un ragionamento o di una dimostrazione vanno invece ricercate la semplicità e la sinteticità. Ciò significa che, tra le varie spiegazioni possibili di un evento, bisogna scegliere quella più "semplice", intesa non nel senso di quella più "ingenua" o di quella che spontaneamente affiora alla mente, ma come quella che appare ragionevolmente vera senza ricercare un'inutile complicazione aggiungendovi degli elementi causali ulteriori. Questo anche in base a un altro principio, elementare, di economia di pensiero: se si può spiegare un dato fenomeno senza supporre l'esistenza di un qualche ente, è corretto farlo, in quanto è ragionevole scegliere, tra varie soluzioni, la più semplice e plausibile.
Il "rasoio logico" non pone una condizione assoluta nel procedere della conoscenza: attribuisce sì valore alla semplicità e alla solidità, ma mette alla prova la validità delle conclusioni in base al principio stesso, nel senso che una teoria che progressivamente si appoggiasse alla elaborazione troppo semplice e parziale di termini o a principi sempre più evanescenti alla fine sarebbe da rigettare per la sua stessa inconsistenza.

## Applicazioni
Un esempio classico dell'applicazione del principio può essere: la questione riguardante la generazione dell'universo.
- Da un lato si può ipotizzare un universo eterno, o generato da sé o per motivi sconosciuti;
- Dall'altro, un universo generato da una divinità, la quale a sua volta è eterna, o generata da sé o per motivi sconosciuti.

In questo senso, la prima versione non postula enti ulteriori (come ad esempio la divinità) ed è quindi preferibile. Occam non imponeva di scegliere il complesso di ipotesi di numero minore né suggeriva che esso sarebbe stato quello più vicino alla verità ma che, se le ipotesi formulate bastavano a spiegare il fatto, non si doveva inutilmente complicare bensì accettare la semplicità della spiegazione.
È stato infatti osservato come da un punto di vista storico generalmente le teorie "più semplici" hanno superato un numero maggiore di verifiche rispetto a quelle "più complicate", con un insieme maggiore di ipotesi. Ma è anche vero che non si può dire né che la natura preferisca le forme semplici a quelle complesse, né tantomeno che le teorie tendano a diventare progressivamente più semplici man mano che avanza il progresso scientifico; piuttosto «la semplicità mi aiuta a ridurre il rischio di errore, perché meno ipotesi introduco nella mia teoria e più riduco il rischio di sbagliare. Se parto da teorie semplici, composte da poche ipotesi e quindi più facili da verificare, e solo dopo aver corretto gli errori comincio ad affinarle, aggiungere altre ipotesi e renderle man mano più complesse, sarà più facile costruire un po’ per volta una rappresentazione sempre più accurata della realtà.»
Il rasoio di Occam, nato in ambito filosofico-culturale, è stato applicato anche alla scienza, solitamente come una regola pratica per scegliere tra ipotesi che avessero la stessa capacità di spiegare uno o più fenomeni naturali. Siccome per ogni teoria esistono generalmente molteplici variazioni egualmente compatibili con i dati sperimentali, ma che in alcune circostanze predicono nuovi fenomeni molto differenti, il rasoio di Occam è usato implicitamente in ogni istanza della ricerca scientifica. Consideriamo ad esempio il terzo principio della dinamica: "A ogni azione corrisponde una reazione uguale e opposta". Una teoria alternativa potrebbe essere: "Per ogni azione c'è una reazione uguale e opposta, eccetto il 10 ottobre 2064, quando la reazione avrà intensità dimezzata". Questa aggiunta, a parte la sua assurdità, vìola il principio di Occam perché è un'aggiunta gratuita, come lo sarebbero anche infinite altre teorie alternative. Senza una regola come il rasoio di Occam non si avrebbe mai alcuna giustificazione pratica o filosofica per far prevalere una teoria sulle infinite concorrenti e la scienza perderebbe ogni potere predittivo.
Sebbene il rasoio di Occam sia la regola di selezione tra teorie, non basata sull'evidenza, più ampiamente usata e filosoficamente comprensibile, ci sono oggi approcci matematici simili basati sulla teoria dell'informazione che bilanciano il potere esplicativo con la semplicità. Uno di questi approcci è l'inferenza sulla minima lunghezza di descrizione (minimum description length).

### Tema dell'esistenza di Dio
C'è chi sostiene che, in base a un utilizzo particolare dei principi di ragionamento indotti dal rasoio di Occam, sia inutile introdurre un Dio per spiegare l'esistenza del mondo.
Infatti alla domanda "Chi ha creato il mondo?" i credenti dei principali monoteismi rispondono con l'assioma che "Il mondo è stato creato da Dio", ma non essendoci per sua stessa definizione nulla di più potente di questo Dio e quindi nulla che possa averlo creato, ne consegue che Dio, a differenza del mondo, è sempre esistito. A questo punto se è possibile che questo qualcosa sia sempre esistito, perché non anche il mondo? La risposta alla domanda iniziale "Il mondo è stato creato da Dio, che è sempre esistito" si semplifica quindi in "Il mondo è sempre esistito", o "la materia è sempre esistita". 
(Paul Henri Thiry d'Holbach, Il buon senso, ossia idee naturali opposte alle soprannaturali; paragrafo 39)
Secondo l'autore citato, che segue un rigido determinismo, «la natura non è affatto un'opera: essa è sempre esistita di per se stessa; è nel suo seno che tutto avviene, è un'officina immensa, fornita di materiali e che costruisce gli strumenti di cui si serve per agire».
Scienziati moderni vicini al movimento del nuovo ateismo (Stephen Hawking, Lawrence Krauss, il biologo neodarwinista Richard Dawkins e altri) hanno trasposto il concetto dalla filosofia alla fisica. Un esempio delle argomentazioni proposte da Hawking e Krauss può essere il passaggio dall'assioma "l'universo è stato creato da Dio" a quello di un universo autocreato da un eterno vuoto quantistico a seguito di una fluttuazione indeterministica che ha dato origine al Big Bang. La proposizione degli scienziati credenti «Dio è sempre esistito; Dio ha creato la meccanica quantistica», viene quindi semplificata in "la meccanica quantistica è sempre esistita", utilizzando il rasoio di Occam in un contestato amalgama tra cosmologia e filosofia.
Secondo gli scienziati citati, per spiegare la complessità e la precisa regolazione del cosmo non occorre infatti postulare l'esistenza di un "orologiaio" poiché sistemi complessi possono nascere dal caso (teoria del caos, esperimento degli algoritmi evolutivi, ecc.), come dimostrato dall'evoluzione delle specie e dall'origine della vita, e dalle leggi quantistiche, in base alle quali il vuoto è instabile e può generare la materia. Sarebbero quindi il caso e la meccanica quantistica la "trama fondamentale" della realtà, senza la necessità di un essere invisibile, intelligente, onnisciente e onnipotente che l'abbia creata stabilendone le leggi (naturalismo filosofico).
(R. Dawkins, L'orologiaio cieco)
In altri termini è superfluo e quindi, secondo il rasoio di Occam, sbagliato in senso metodologico, introdurre Dio per spiegare l'esistenza del mondo. Altri – come Immanuel Kant – hanno però obiettato la riduttività della tesi, nel senso che la spiegazione corretta della realtà non è necessariamente la più semplice, quella cioè che non ha bisogno di ipotizzare l'esistenza di Dio.
Esemplificativo della posizione di Kant è l'aneddoto che ha come protagonisti Laplace e Napoleone. Quando Laplace presentò la prima edizione della sua opera Exposition du système du monde (1796) a Napoleone, questi osservò: "Cittadino, ho letto il vostro libro e non capisco come non abbiate dato spazio all'azione del Creatore". A queste parole Laplace replicò seccamente: "Cittadino Primo console, non ho avuto bisogno di questa ipotesi."
D'altra parte un credente, oppure uno scettico, potrebbe aggiungere che una spiegazione è per definizione un'affermazione di un principio o di una causa ritenuta necessaria per rendersi conto dell'esistenza di una determinatezza, che da sola non soddisfa i requisiti di una evidenza (di una risposta a un "perché c'è"). Se si assume il mondo come spiegazione dello stesso, nel senso che il mondo deve avere una sua causa (per esempio Dio), nulla vieta di poter spiegare l'esistenza del mondo senza ricercare la sua causa, cioè mettendo in opera il rasoio di Occam e tagliando la causa (Dio). E non manca chi sostiene, come Emanuele Severino, che tutte le cose non hanno causa, ma sono eterne ed è quindi insensato andare alla ricerca di una causa prima che riguardi l'esistenza del mondo.
Tuttavia i principi di razionalizzazione del ragionamento indotti da Occam, che successivamente sono stati denominati dalla critica filosofica rasoio di Occam, non furono utilizzati da frate Guglielmo per affrontare il tema dell'esistenza di Dio. Infatti, secondo quanto esposto nelle sue due opere Summa totius logicae ed Expositio aurea super artem veterem, egli illustra come la realtà sia eminentemente individuale e nessun universale esista fuori dell'anima; né le "idee" di Platone, né l'aristotelico e tomistico quod quid est (essenza identificata come fondamento oggettivo dei processi astrattivi), né le scotistiche formalitates; l'universale è solo nel soggetto conoscente, operazione di classificazione degli individuali. Nella realtà individuale non v'è distinzione di essenza ed esistenza, distinzione reale tra gli accidenti e la sostanza, essendo i primi modi di concepire la sostanza, e così per le relazioni che sono quindi oggetto della logica, non della metafisica. Questa concezione della realtà e questo modo d'intendere il processo conoscitivo hanno le loro corrispondenze nella teologia: quindi non viene meno il concetto di Dio, ma decade il valore delle tradizionali prove della sua esistenza; neppure il principio di causalità può essere utilizzato nella prova dell'esistenza di Dio, non essendo possibile escludere un regresso all'infinito. Secondo Occam quindi, Dio è solo oggetto di fede.

## Rapporti tra Stato e Chiesa
L'ormai famoso rasoio di Occam: "Non sunt multiplicanda entia sine necessitate" non lo troviamo in questa formulazione nei suoi scritti, bensì nella seguente più precisa, se dalla pura speculazione ci rivolgiamo anche alle sue applicazioni ecclesiologiche o politiche:
Occam parte da un profondo rispetto del "dominium in communi" concesso a tutti gli uomini da Dio, dal quale procedono le "potestates" e gli altri diritti. Costruendo le proprie teorie politiche su questa base non ritiene possibile un'estensione del potere papale a detrimento di quanto Dio ha concesso agli uomini. Estensione significa moltiplicazione dei privilegi e delle eccezioni, delle leggi e delle istanze intermediarie tra Dio e gli uomini, in modo da poter interferire maggiormente negli affari imperiali.
Occam preferisce ai molti, i pochi diritti della Chiesa in campo politico, e accusa apertamente il papa e i curialisti di quattro eresie:
- prima eresia: uguagliare il potere petrino a quello divino, permettendo al papa di intromettersi ordinariamente nella gestione dell'Impero;
- seconda eresia: affermare che il papa può comandare quanto Dio chiese ad Abramo[32] (consegue dalla prima);
- terza eresia: conferire al papa il potere di istituire nuovi sacramenti;
- quarta eresia: concedere al papa il diritto di privare i re dei loro regni.

Se il rasoio taglia i poteri papali, rinforza quelli imperiali garantendone l'autonomia nei confronti dell'arbitrio papale. Occorre dunque correlare di eccezioni il contestatissimo versetto "Quodcumque ligaveris super terram, ecc.". Infatti questo enunciato, pur essendo stato proferito "generaliter", non possiamo in alcun modo intenderlo "generaliter sine omni exceptione". Le eccezioni o le limitazioni al potere papale nei confronti dell'Impero sono perlomeno tre, tre nuovi tagli apportati alla pretesa "plenitudo potestatis":
- il diritto legittimo dei re, degli imperatori e di altri[34];
- le libertà concesse ai mortali da Dio e dalla natura[35]: eccezione derogabile solo in caso di necessità urgente e utilità manifesta;
- il "modus nimis onerosus et gravis in ordinando", affinché non risulti impossibile ai sudditi del papa, ciò che era loro possibile nella libertà evangelica.

Quel "modus nimis onerosus et gravis in ordinando" è la formulazione che meglio esprime ciò che qui abbiamo definito "rasoio politico di Occam": rispettare il diritto prestabilito da Dio, limitare il proprio potere allo stretto necessario, trovare le modalità giuste per esprimere il potere legittimo. Si ribadisce comunque il diritto-dovere all'obiezione e alla critica, quando diritti e libertà di terzi vengono calpestati con le parole del "Salmo 2" (versetto 3), «Dirumpamus vincula eorum et proiciamus a nobis iugum ipsorum.» (Spezziamo le loro catene, gettiamo via i loro legami).